# لورنس پل

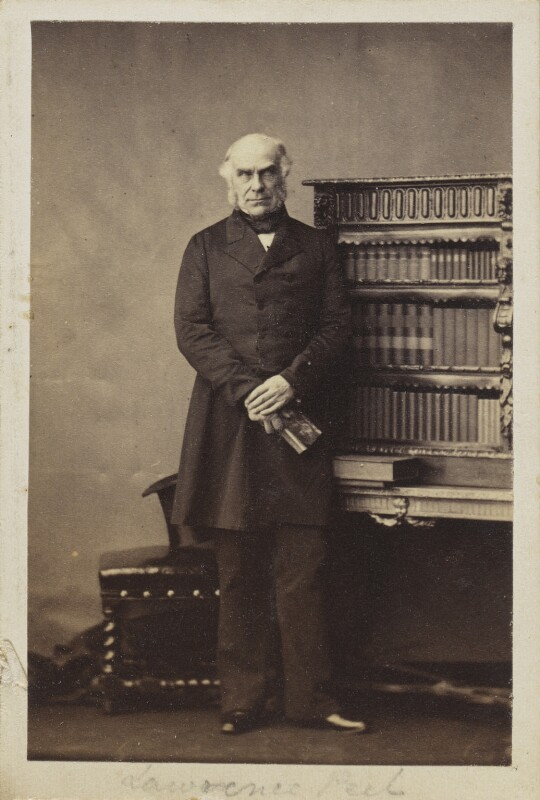
لورنس پل - ۱۸۶۱

لورنس پل (انگلیسی: Laurence Peel)متولد:۲۸ ژوئیه ۱۹۰۱ - درگذشتهٔ ۱۰ دسامبر ۱۸۸۸. یک سیاستمدار بریتانیایی محافظ کار بود. پسر ششم سر رابرت پیل، بارونت و الن یاتس بود. او در مدرسه راگبی و کلیسای مسیح، آکسفورد تحصیل کرد. در سال ۱۸۲۷ او را به مجلس عوام به عنوان عضو پارلمان برای کوکرموث فرستادند و انتخاب شد. برادر بزرگتر او، رابرت پیل، در سال ۱۸۴۱ نخست وزیر بریتانیا شد.